# Мерсье, Оноре
Оноре́ Мерсье́ (фр. Honoré Mercier; 15 октября 1840 года, Сен-Атаназ — 30 октября 1894 года, Монреаль) — квебекский адвокат, журналист и политик.
Премьер-министр Квебека с 27 января 1887 по 21 декабря 1891 года, одновременно глава Либеральной партии Квебека.

## Биография
Оноре Мерсье родился 15 октября 1840 года в Сен-Атаназе в Нижней Канаде. Учился в иезуитском колледже Святой Марии в Монреале. В апреле 1865 года принят в адвокатскую коллегию Нижней Канады (Квебека).
В возрасте 22 лет Мерсье стал редактором газеты Le Courrier de Saint-Hyacinthe. Он критиковал проект канадской конфедерации с 1864 года, полагая, что она ущемит интересы франкоканадцев.
В 1871 году основал Национальную партию. В том же году был избран в Палату общин Канады от округа Рувиль. В 1878 году потерпел поражение на федеральных выборах в округе Сен-Иасент. В 1883 — возглавил Либеральную партию Квебека. В 1885 году резко выступил против казни Луи Риеля: это событие сделало его популярным, тогда как консервативная партия Квебека утратила популярность после того, как руководство общеканадской партии консерваторов поддержало повешение Риеля.
Воспользовавшись возможностью создать коалицию с консерваторами-диссидентами, Мерсье добился того, что в 1886 году на квебекских выборах Национальная партия завоевала большинство мест. Поскольку коалиция состояла в основном из «либералов со стажем», партия вернула себе название «либералы». Консерваторы, обладавшие меньшинством, тем не менее, ещё несколько месяцев оставались у власти, однако в 1887 году Мерсье, наконец, сформировал либеральное правительство Квебека.
В том же году выдвинул идею проведения межпровинциальных конференций. Был первым из премьер-министров Квебека, кто открыто выступил за автономию провинции в рамках конфедерации, организовав кампанию за отмену права вето, которое федеральное правительство могло наложить на провинциальные законы. Британский Тайный совет упразднил эту практику через 2 месяца после смерти Мерсье.
Со своими ярко выраженными националистическими идеями, подобно Оливеру Моуату, премьер-министру Онтарио, Мерсье в значительной степени заложил основы политики премьер-министров последующих десятилетий, которые боролись с федеральным правительством за перераспределение власти в сторону провинций. Он поощрял контакты с франкоканадцами за пределами Квебека, в частности, на западе Канады и в Новой Англии. Мерсье поддерживал широкомасштабные реформы, экономическое развитие, католицизм и французский язык, что создало ему немалую популярность, и в то же время немало врагов.
Также добился проведения ряда мер, благоприятных для католической церкви. В сфере образования он создал вечерние школы для крестьян и рабочих. В сельском хозяйстве он создал Министерство колонизации Квебека и назначил заместителем министра священника Антуана Лабеля.
Также добился сооружения железных дорог, ведущих в регионы Лаврентиды, Лак-Сен-Жан и Гаспези. Он добивался повышения эффективности квебекской экономики двумя путями: развитие связей с удалёнными регионами, а также принятие мер, препятствовавших утоку населения в США.
В экономической сфере, считая Квебек слишком зависимым от англоязычных провинций и от США, Мерсье добивался диверсификации источников дохода для провинции Квебек. Для этой цели он, в частности, отправился в Нью-Йорк, во Францию и Бельгию, чтобы добиться заключения новых контрактов. Со своей стороны, премьер-министр Канады Джон Макдональд от Консервативной партии также направил своих посланников в Нью-Йорк, чтобы сорвать выдачу кредитов для Мерсье. Мерсье удалось переиграть Макдональда, получив кредит от Crédit Lyonnais.
На квебекских выборах 1890 года Мерсье победил с ещё более весомым большинством. С другой стороны, махинации влиятельного политика Либеральной партии Эрнеста Пако, связанные с железнодорожным строительством, привели к падению правительства Мерсье в результате скандала Бэ-де-Шалёр, представлявшего собой уменьшенную версию общефедерального скандала, приведшему к отставке правительства Макдональда-Картье в Оттаве.
16 декабря 1891 года лейтенант-губернатор Огюст-Реаль Анже сместил его с должности премьер-министра на основании правительственного отчёта, где указывалось, что его правительство растрачивало общественные фонды. Мерсье проиграл выборы 1892 г. и уступил лидерство в партии Феликсу-Габриэлю Маршану. Несколько позже в том же году Мерсье оказался под судом, однако был признан невиновным, поскольку второй отчёт пришёл к иным выводам, чем первый. Здоровье его, однако, ухудшилось, а политическая карьера прекратилась.
В последний раз Мерсье принесла известность речь в Парке Сомер, в которой он выступил с критикой Канадской конфедерации, выразил свои республиканские убеждения и соображения, по которым он считал необходимым, чтобы Канада стала независимой, а её провинции имели статус, аналогичный статусу штатов в составе США.
Умер в 1894 году в возрасте 54 лет и был погребён на кладбище Нотр-Дам-де-Неж в Монреале. Гроб сопровождала толпа в 25 тысяч человек.
Был награждён Большим крестом ватиканского Ордена Святого Григория Великого в 1888 году.